# 休闲捕鱼

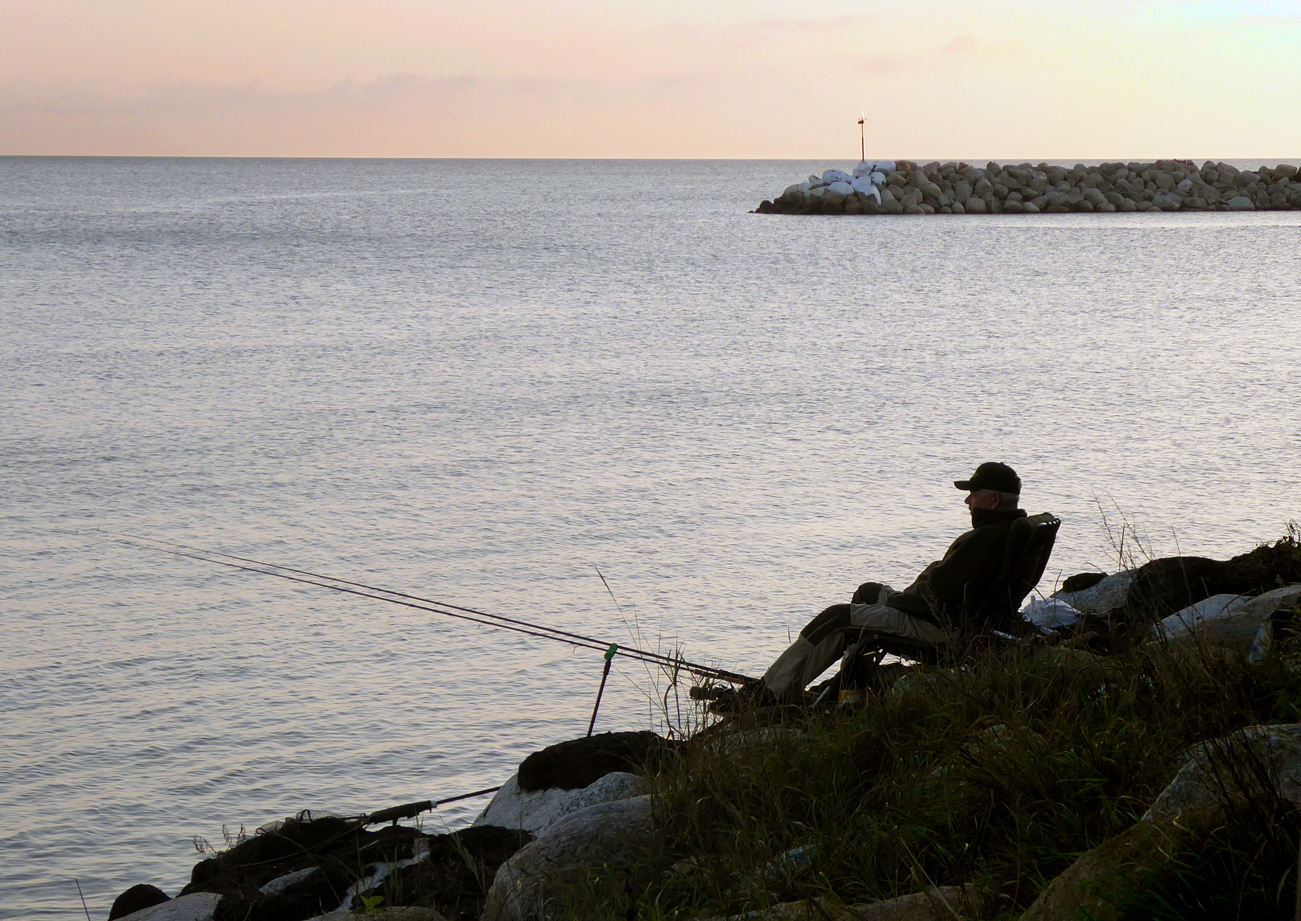
休闲捕鱼

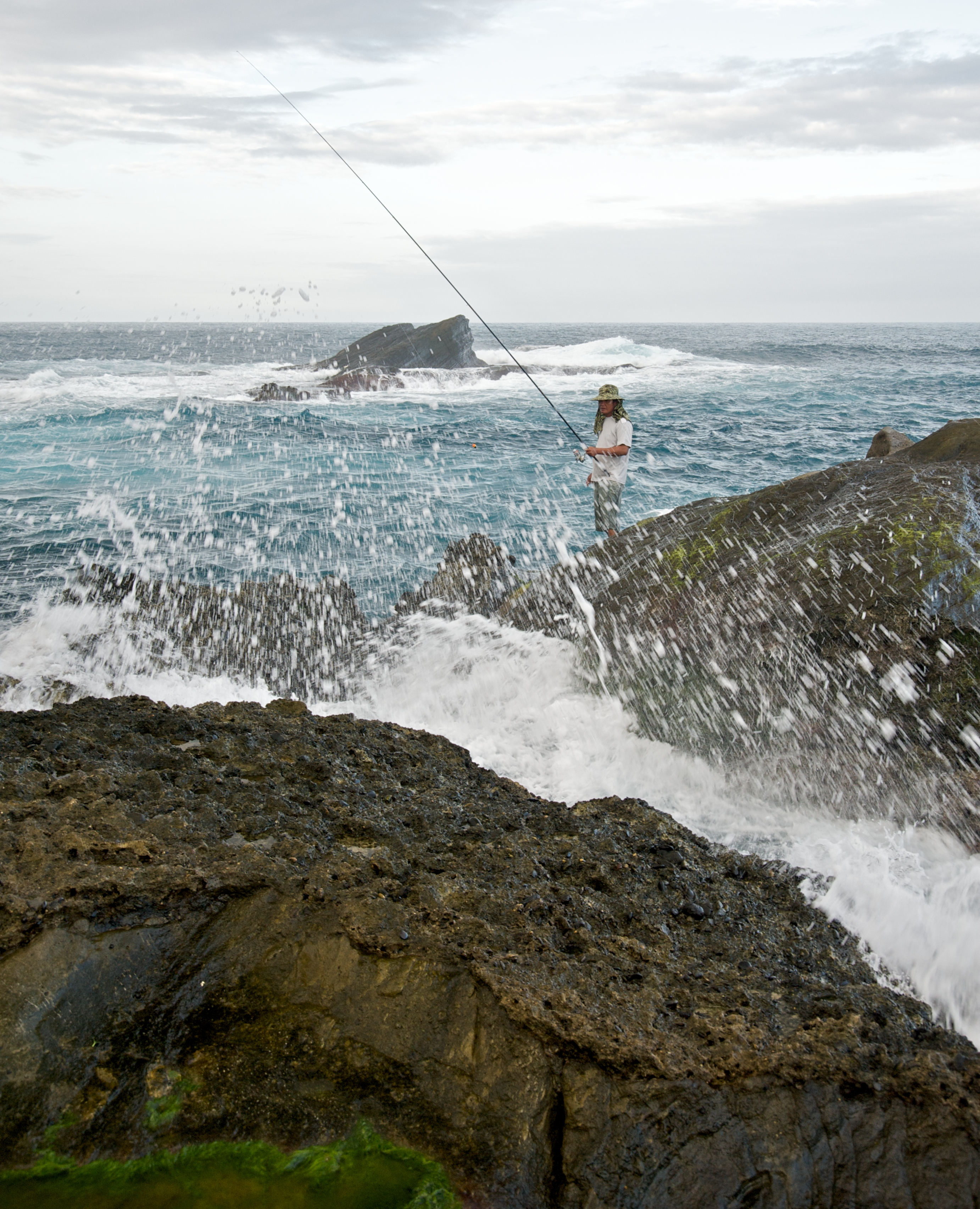
在台湾石梯坪的矶钓

休闲捕鱼（recreational fishing）是完全为了户外休闲、锻炼或竞技而进行的捕鱼活动，与职业营利的商业捕鱼（commercial fishing）和为了获取食物满足私人生计的自给捕鱼（subsistence fishing）不同。
休闲捕鱼最常见的方式是垂钓（因此也称游钓），常用渔具包括鱼钩、鱼线、鱼竿、鱼轮和各种鱼饵（包括泛用的食用饵和专门骗捕掠食性鱼类的假饵）以及辅助诱鱼拉线的鱼漂、沉子、打窝器和连结具等“末端渔具”。其它的休闲捕鱼方式包括使用穿透性工具（鱼枪、鱼矛、鱼叉或刨钩）的刺鱼（通常潜水时使用）和使用射箭器材（复合弓，也可能是反曲弓或弩）的射鱼，此外还有徒手捕鱼、使用抄网、甚至用回旋镖抛击（跳出水面的鱼）等方式，但一般情况下不会使用鱼网或鱼笼等可以一次捕捉数条鱼的方法（除非为了捕捉饵鱼）。较为血腥残忍（比如锚鱼）或对周边生态环境具有破坏性的捕鱼手段（比如电鱼、炸鱼、毒鱼等）更是在大部分国家和地区都被严令禁止的。
与其它更注重渔获营收的捕鱼活动不同，休闲捕鱼更注重的是诱鱼搏鱼的过程体验，而非追求渔获效率，因此通常使用的是针对单一鱼体（而非鱼群）的捕鱼方式，对目标鱼的态度也更加倾向为博弈切磋的“练功”对象而不是猎物。大部分淡水鱼都是通过水体边缘的陆地为作钓平台（岸钓）捕捉的，少数通过涉渡进入浅滩（涉钓）和使用浮在水面的轻型船舶（船钓）或浮台（筏钓）捕获；绝大多数咸水鱼都是通过能够航行于外海的船舶（通常为游艇）进行船钓捕捉，其余的则通常以架于水面上方的栈桥为作钓平台、或用海钓和矶钓的岸钓形式捕捉。
休闲捕鱼中受大部分参与者欢迎的目标鱼类品种统称游钓鱼，其中需要钓者消耗一定体力和精力甚至要冒风险才能捕获的（比如尖嘴鱼、鲨鱼、石斑鱼等）称作“运动鱼”（sport fish）；而体型较小、可以直接整条放入平底锅内烹饪的（比如莓鲈、黄鲈、溪鲢、大部分太阳鱼等）也俗称“煎锅鱼”（panfish）。捕捉到的游钓鱼通常都可以做为食用鱼，但是游钓圈出于生态保护的考虑通常会鼓励在测量和拍照后就钓获放流。除了运动和食用以外，一些外形较美的游钓鱼（比如眼点丽鱼、金龙鱼、鳜鱼等）还可能被捕鱼者带走并作为观赏鱼保存在鱼缸内进行水族饲养，或剥制成标本。

## 运动捕鱼

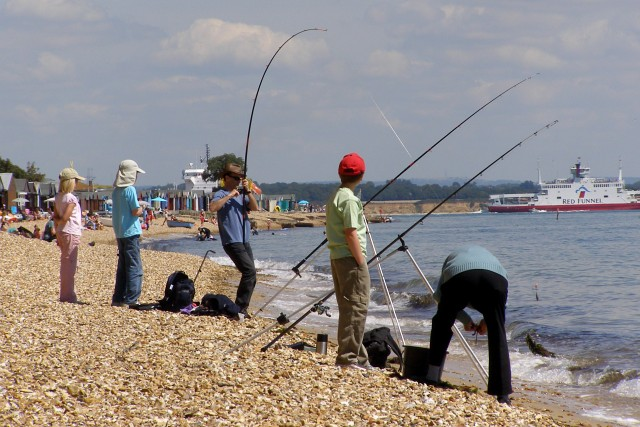
在英国汉普郡的海钓

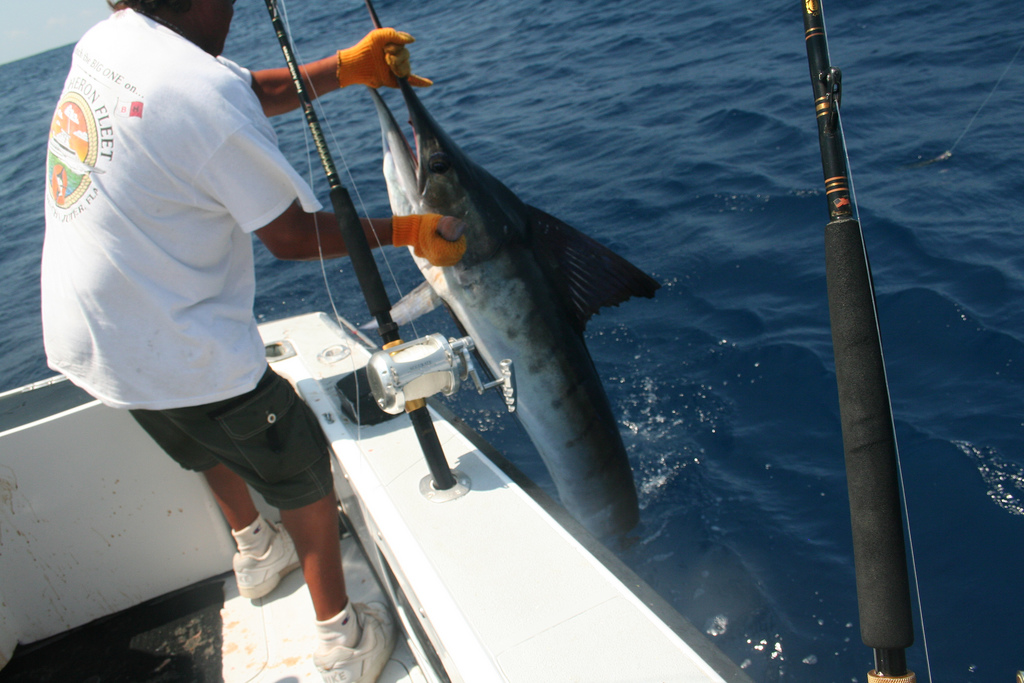
在墨西哥卡沃圣卢卡斯外海船钓捕捉蓝枪鱼

运动捕鱼（sport fishing）也称游钓（game fishing），指专注于体验挑战性和体能消耗的休闲捕鱼，讲究通过拼斗并降服目标鱼而获得成就感和满足感，根据地点、鱼种、个人策略和资源水平可以分为流派，从贵族气息的飞蝇钓到用各种现代技术捕捉蓝水大鱼的船钓应有尽有。最普遍的运动捕鱼方式是垂钓，但用弓箭射鱼和用潜水器材进行刺鱼在欧美一些地区也十分流行。虽然有时鱼网、鱼笼等也会别用来捕捉饵鱼，但一般情况下除了抄网、电筒和鱼群探测仪以外不会使用任何大规模捕鱼的器械和电器来帮助捕鱼。
运动捕鱼所针对的游钓鱼通常都是上钩难度较高、需要一定技巧和体力消耗才能成功捕获的大鱼，比如各种凶猛的掠食鱼（鲨鱼、尖嘴鱼、梭鱼、大海鲢、雀鳝等），或者是力气较大的杂食鱼（比如鲤鱼、牛胭脂鱼、匙吻鲟等）和底栖鱼类（比如石斑鱼、鲶鱼、鲟鱼、康吉鳗、魟鱼等），可以从岸上钓获，也可以利用船钓。决定目标鱼游钓价值的一个最重要的指标是其体重，越重越大的鱼越有运动价值，其中体重远超其物种平均值的个体被称作“奖杯鱼”（trophy fish）。大部分捕鱼者会将体重和体长较为突出的个体进行测量，将数据作为“个人最佳”（personal best，简称PB）记录在案，如果指标特别出色则会提交给俱乐部或权威机构（比如IGFA）的纪录榜进行宣传。
大部分运动捕鱼所针对的目标鱼都可以食用，其中一些甚至可以在捕捉后直接就地切肉烹食。在过去，即使休闲捕获的鱼不会被吃掉，也会被捕鱼者杀死后带到岸上测长称重或者制作成标本战利品。为了保护渔场未来的鱼类资源，加上休闲捕鱼讲究的是“为娱而渔”而不是“为鱼而渔”，主要关注点在捕获的过程而并不是捕获的结果，所以现在的捕鱼者通常会钓获放流或者帮助渔政机构挂上标签后将其安全释放。
仅仅在美国，2018年参与游钓的总天数就超过8.83亿日，平均每个参与者每年17.9天，与前三年相比增长了2.1%。

## 方式

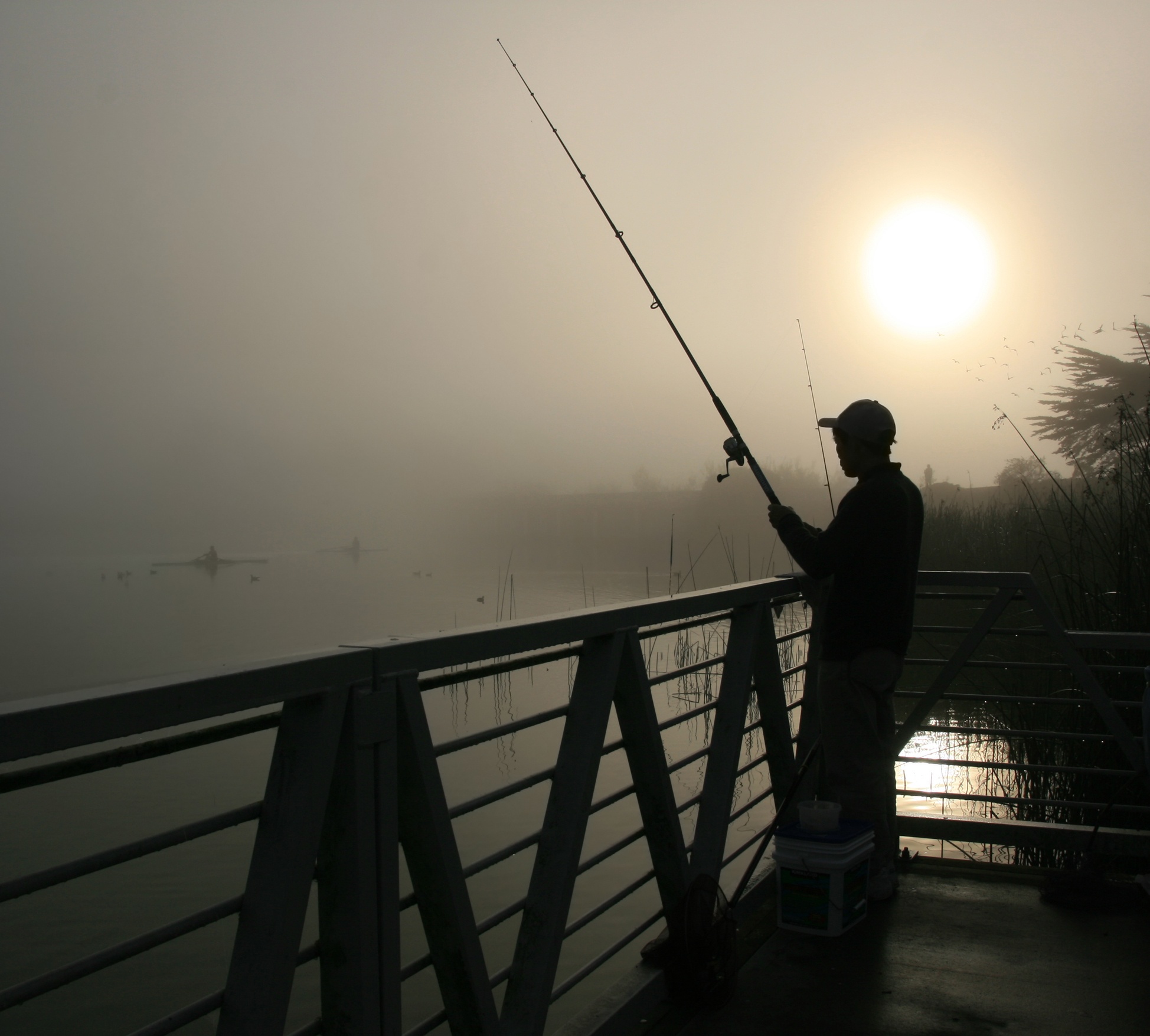
垂钓

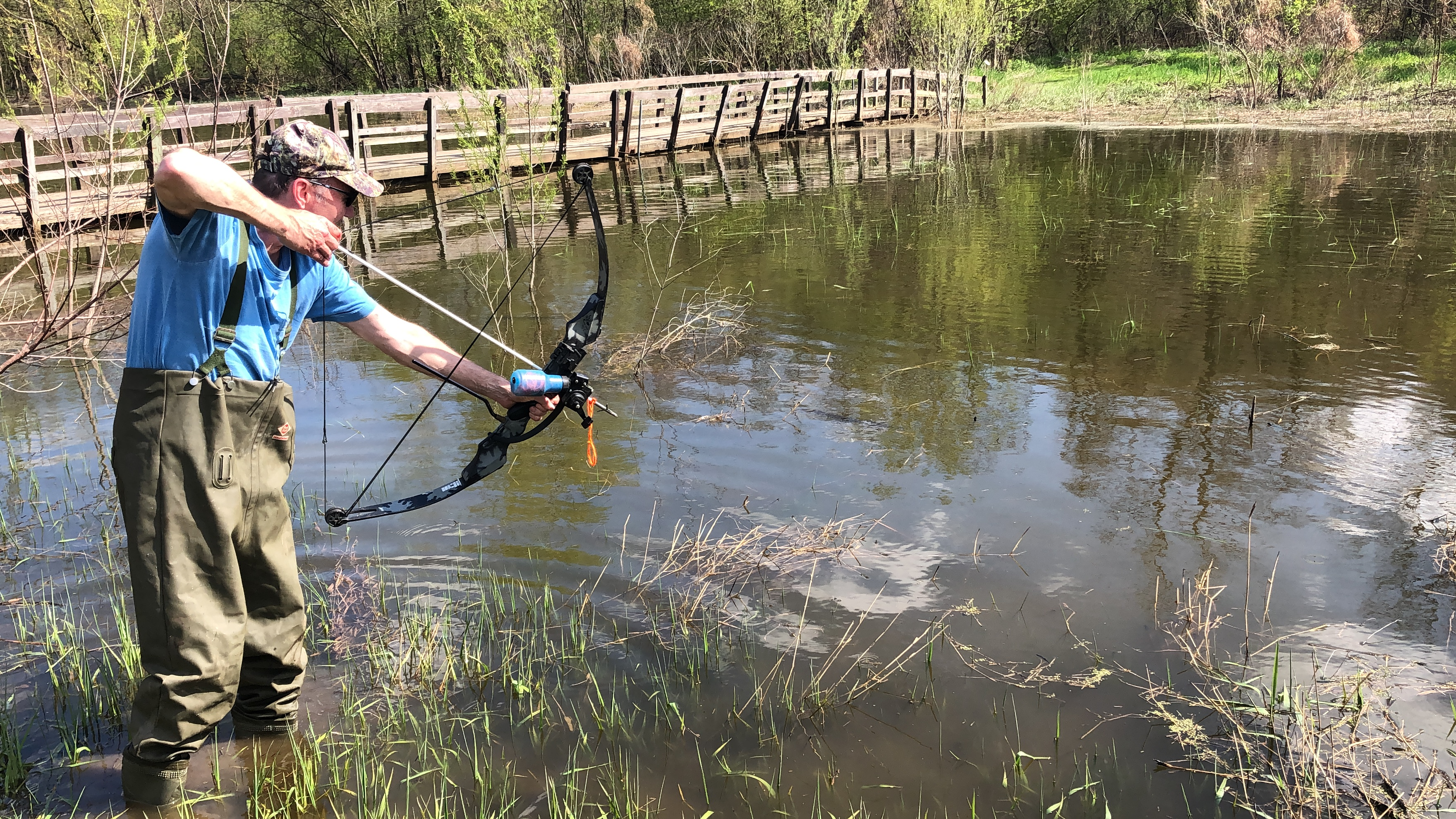
射鱼

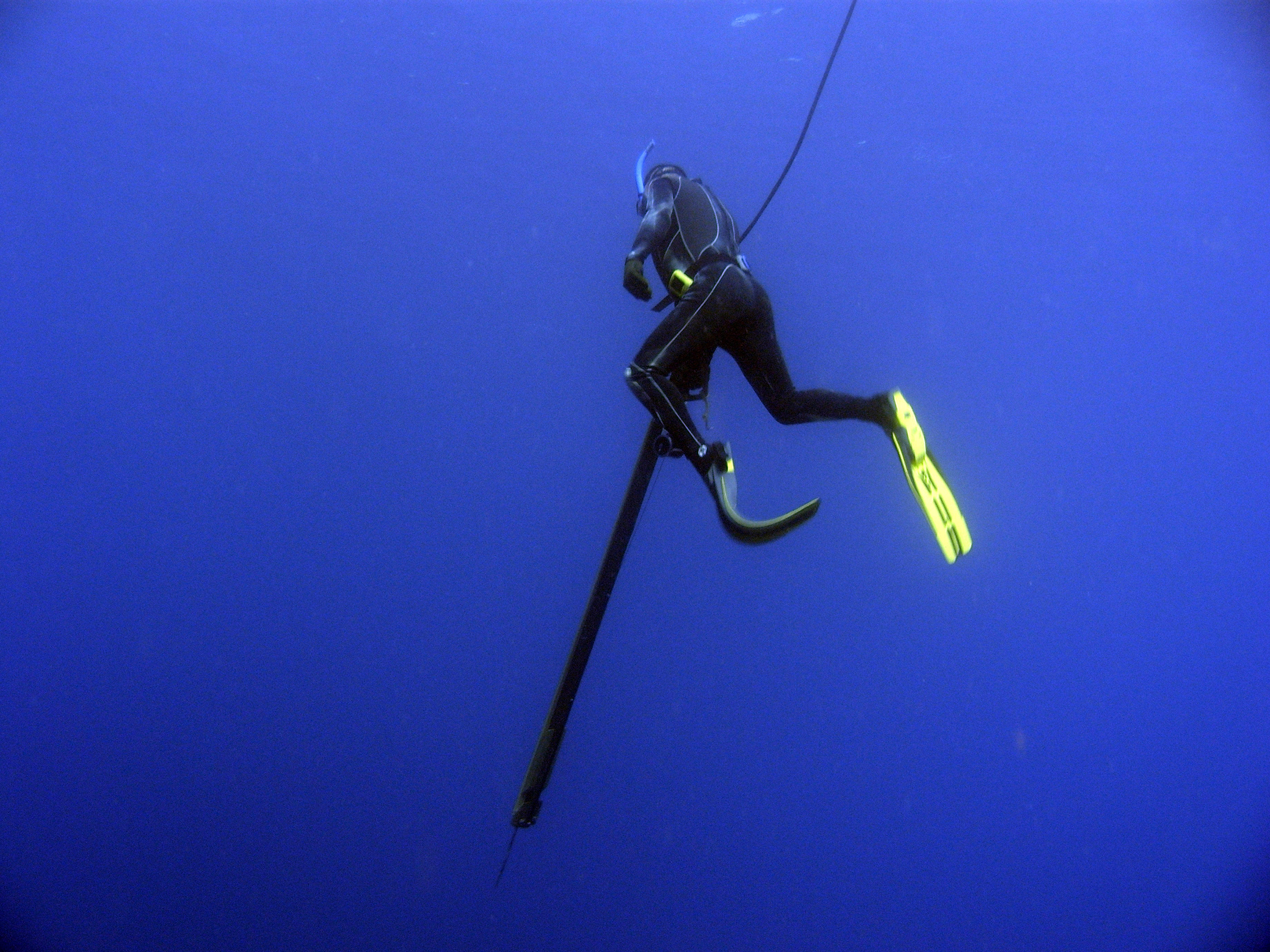
潜水刺鱼

绝大多数休闲捕鱼者采取的方式是用鱼竿操作鱼线和鱼钩进行垂钓。在亚洲和欧洲地区通常喜欢用活饵钓鱼或把加工食物做成鱼饵，而在北美地区则盛行使用拟饵进行假饵钓鱼，其中最独特的是飞蝇钓。除此之外，在美国南部用弓箭从快艇和风扇艇上射鱼、以及潜水到珊瑚礁水域进行刺鱼较为常见。
捕鱼策略的选择取决于捕鱼者对目标鱼种的觅食、洄游、栖息环境和挣扎逃逸习性的了解，以及自己所掌握的饵料、渔具、载具等器械以及天气、季节和水文信息。虽然是否能捕捉到鱼多少有些运气成分，但是最近一个科学调查表明捕鱼的成功与否基本上取决于三个相互依存的条件：鱼的状况、渔具的特征和鱼碰到渔具时的情况。

### 渔具

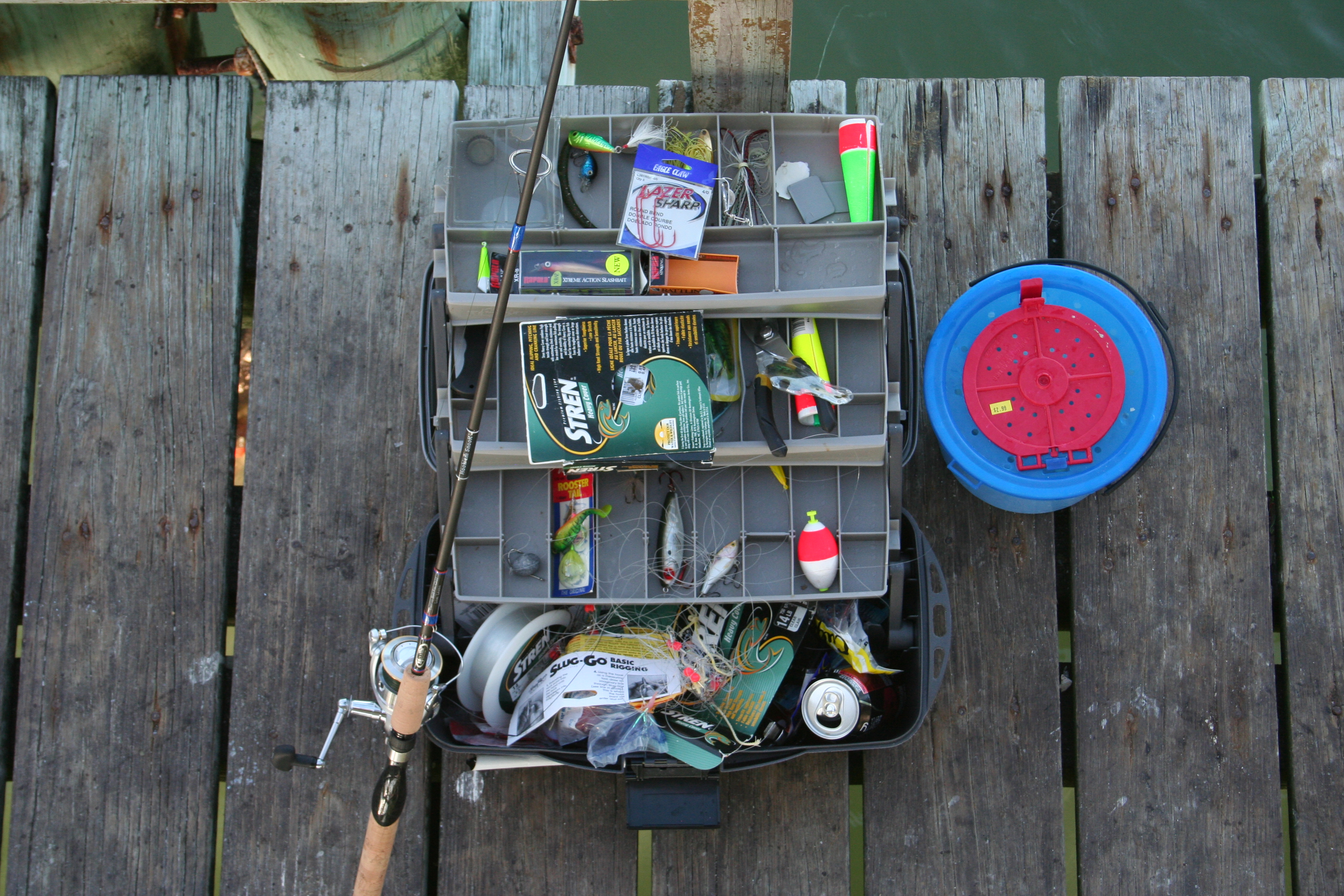
常见的渔具盒

渔具（fishing tackle）泛指任何捕鱼者用来进行捕鱼的器械，比如钓鱼用的鱼钩、鱼线、鱼竿、鱼轮、鱼饵、鱼漂、沉子、抄网；射鱼用的弓和箭；刺鱼用的鱼枪、鱼叉、刨钩等等。垂钓是休闲捕鱼的主流方式，而垂钓时附挂在鱼线远端的所有渔具（包括鱼钩、鱼饵、鱼漂、沉子以及各种连结具和辅助装饰）统称“末端渔具”（terminal tackles），结合起来一起丰富鱼饵形态的末端渔具组合称为“钓组”（rig）。

## 法律和规则

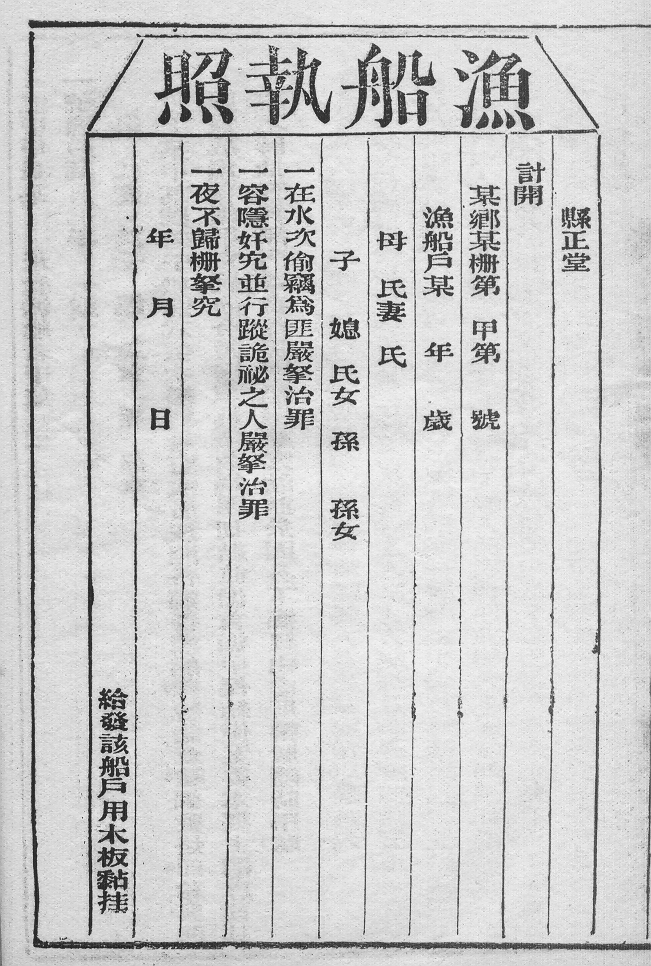
清朝《保甲书辑要》（1838）中收录的捕鱼执照

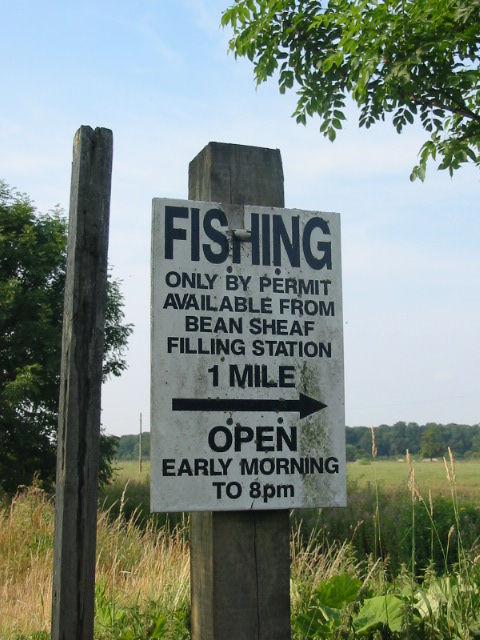
英国要求必须有捕鱼许可的警告牌

休闲捕鱼有着各种各样限制捕捞方式的习俗、规则、执照限制和法律。国际钓鱼协会制定和监督一系列由渔者自觉遵守的准则，通常禁止使用渔网和钩挂鱼身而不钩鱼嘴的锚钩。强制性的法规通常由政府机构制定，目的是确保可持续的资源管理。无论监管法律，自觉钓获放流已经在西方国家有环保意识的钓客之间成为一个不成文的常规。许多地方会出版专门收录当地法规的“钓客手册”，并且每年更新内容，包括允许游钓的水域和钓获限量。
在美国，因为休闲捕鱼通常在野外，遭受自然灾害遇难的风险很高，特别是雷击（2006至2019年间十分之一的雷劈致死都是钓鱼时发生的），因此许多地区的管理机构会在遭遇极端天气、山火和洪水时会发布禁渔警告。

## 钓获记录
休闲捕鱼的参与者经常会保留自己钓获的照片、测量数据甚至鱼体标本做为成就的证明，并且将比较突出的“奖杯”级钓获的信息上报给独立的记录机构保存以便与同侪们分享。国际钓鱼运动协会自从1978年接管了《田野与溪流》（Field & Stream）杂志之前68年的记录后就是西方国家各类咸水、淡水、飞蝇钓和青少年渔者捕获纪录的唯一官方保管和认证机构，并且每年会出版“游钓鱼世界纪录”（World Record Game Fishes）并向纪录保持者颁发证书。

## 比赛

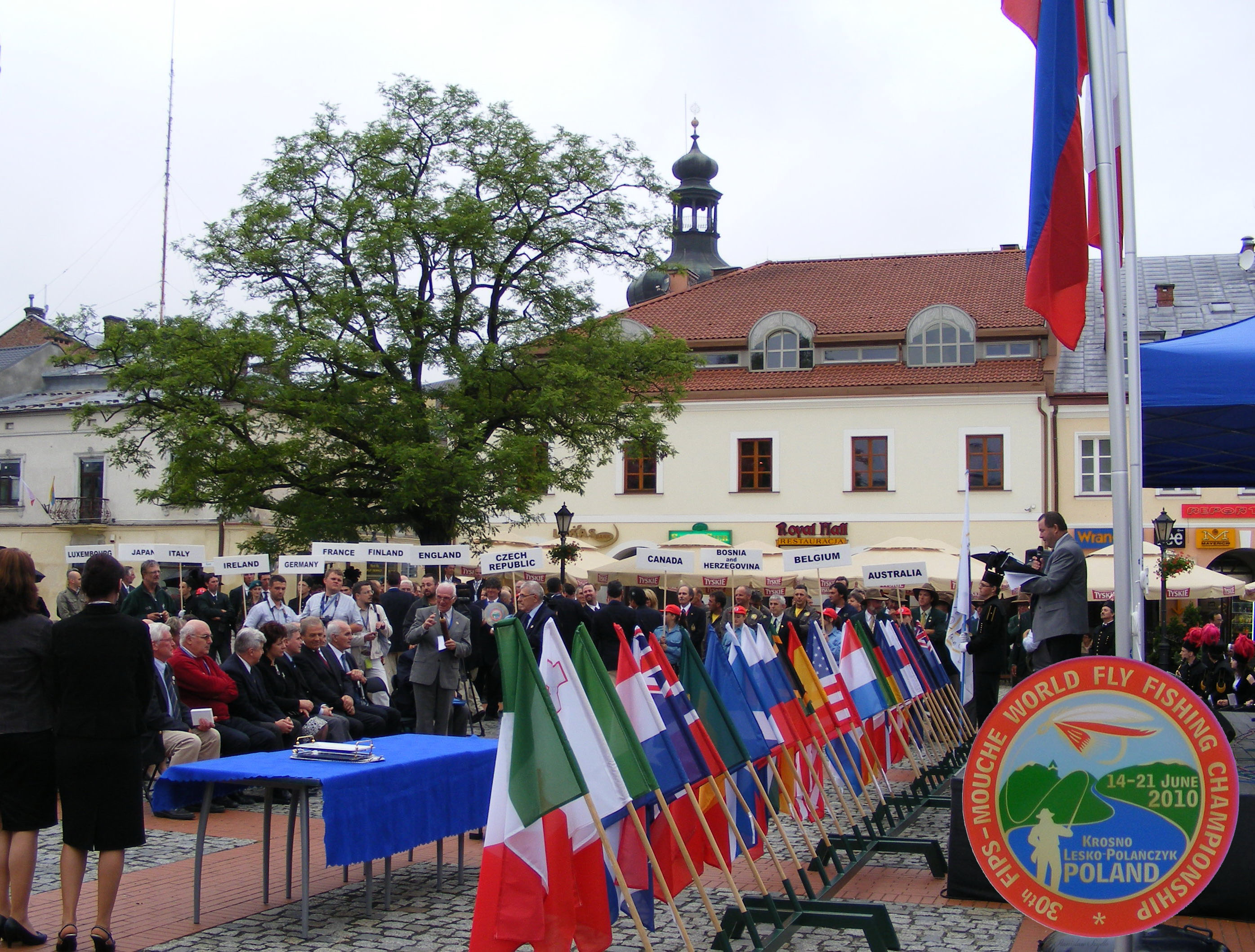
世界飞蝇钓锦标赛

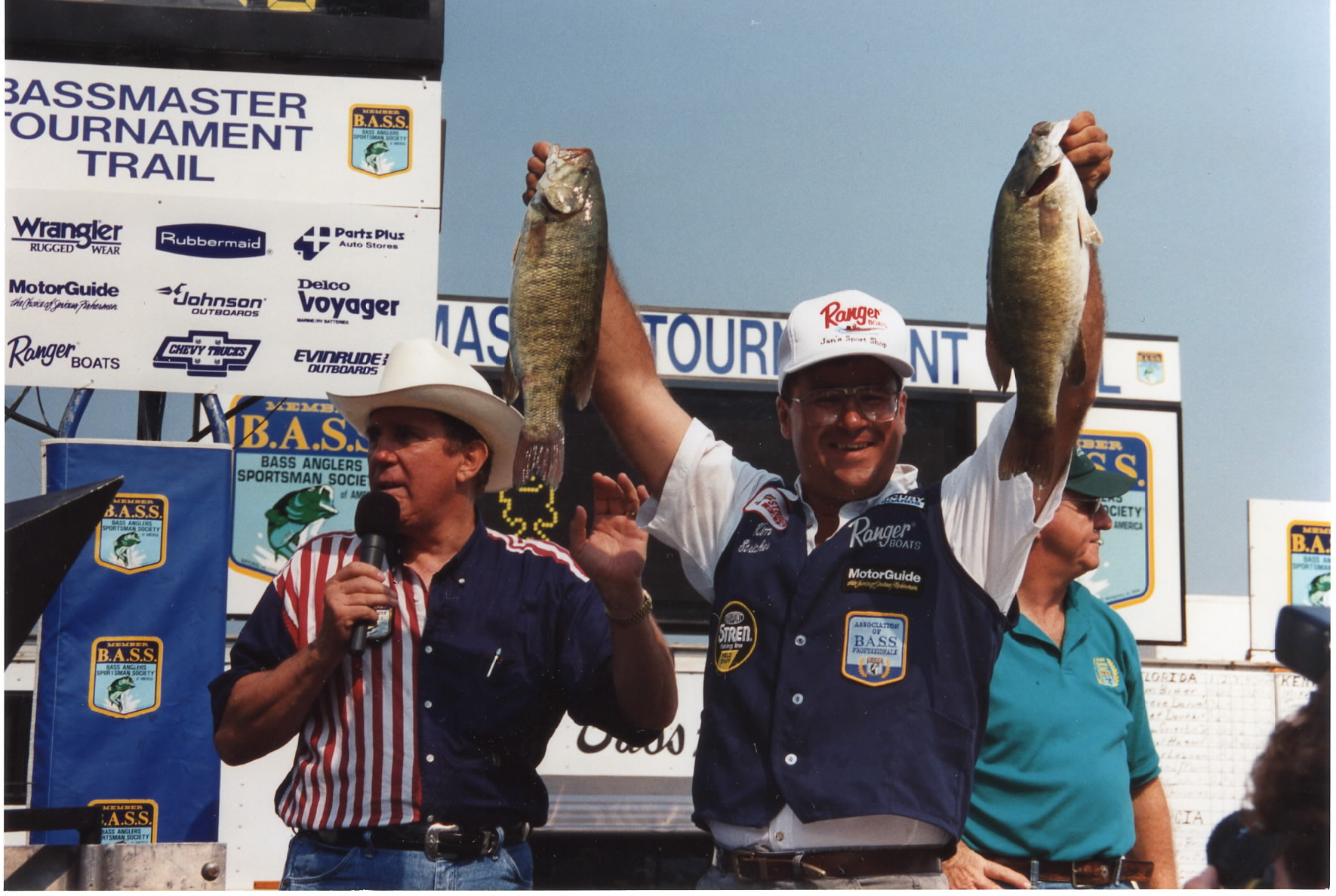
2014年鲈钓大师赛

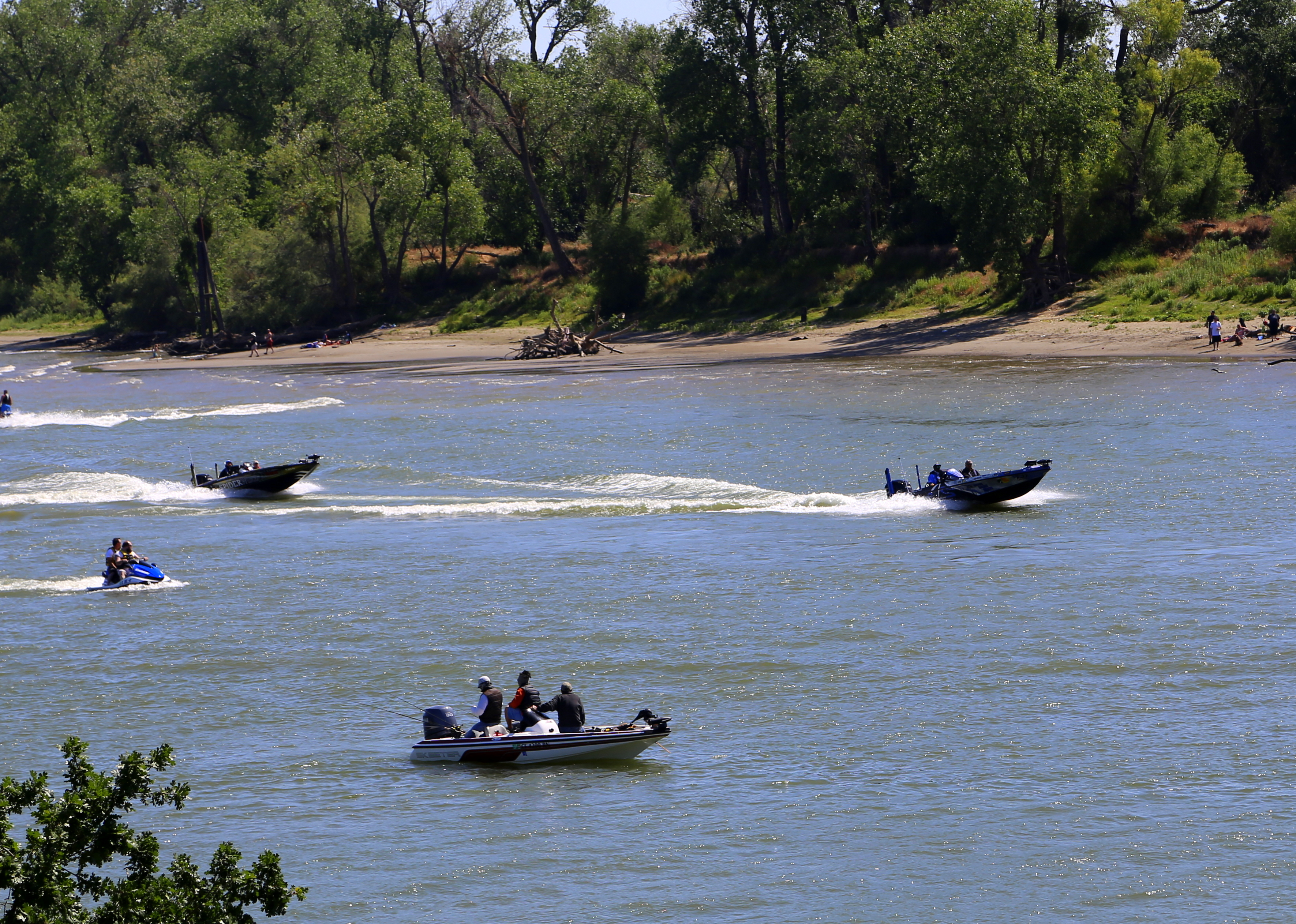
鲈钓大师精英赛（Bassmaster Elite）中萨克拉门托河上的船钓场景

休闲捕鱼爱好者之间可能会举行钓鱼比赛。这类赛事是近几十年来兴起的户外体育项事，最早只是地方俱乐部之间操办的小规模德比赛，之后范围越来越大开始扩展到整个北美，规模较大的比赛也开始由专业的体育组织负责举办，甚至有大众媒体参与报道赛事进程，比赛过程中也会有严格的规则限制和裁判监督。参赛者通常需要拥有运动团体的会员资格，或者付费购买参赛的资格。一些钓鱼比赛因为有赞助商参与奖金也较为丰厚，因此会有职业钓手参与，近年来大规模赛事的选手成分也从业余爱好者居多变成了有商业赞助的职业/半职业选手居多。
钓鱼比赛的形式通常是在指定钓场和时段内以个人渔获总重量的多少来决定钓手的排位，渔获最多的钓手得分最高，会赢得赛事颁发的奖杯和最多的奖金。岸钓和海钓比赛的选手通常是个人，而船钓比赛通常是团体赛。赛事的裁判会对捕获的每条鱼都记分，有时候使用更细更轻的鱼线还会额外加分，一些比赛对单个尺寸或重量最大的渔获还会颁发特殊奖励。因为大型赛事可能会对当地环境和鱼群数量造成影响，因此许多主流钓鱼赛事都制定了操守标准以便将负面冲击最小化，一些赛事会要求钓手在钓获后迅速测量并放流。
仅在美国就有近6000万休闲钓鱼者，人数超过参与高尔夫球（2480万人）和网球（1780万人）的总合，每年有约三万到五万项地方赛和巡回赛，而因为许多州并不要求注册赛事所以实际数据可能还被低估。比较有名的大型钓鱼比赛包括：
- 鲈钓大师公开赛（Bassmaster Opens）
- 美国鲈钓大联盟（Major League Fishing，简称MLF）
  - 鲈钓职业巡回赛（Bass Pro Tour）
  - 世界户外钓鱼大赛（Fishing League Worldwide，简称FLW），现已被MLF全股收购
    - 渔具仓库职业巡回赛（Tackle Warehouse Pro Circuits）
    - 丰田系列赛（Toyota Serie）
    - 不死鸟鲈钓联盟（Phoenix Bass Fishing League）
    - 阿布加西亚大学钓鱼赛（Abu Garcia College Fishing）
    - 高校钓鱼赛（High School Fishing）
- 世界淡水钓鱼锦标赛（World Freshwater Angling Championships）
- 世界飞蝇钓锦标赛（World Fly Fishing Championships）
- 鳟鱼大师挑战赛（Troutmasters Challenge）
- 比斯比黑蓝枪鱼巡回赛（Bisbee's Black & Blue Tournaments）
- 白旗鱼公开赛（White Marlin Open）
- 中大西洋咸水钓鱼巡回赛（Mid-Atlantic Saltwater Fishing Tournament）
- 世界离岸锦标赛（Offshore World Championship）

### 抛线赛

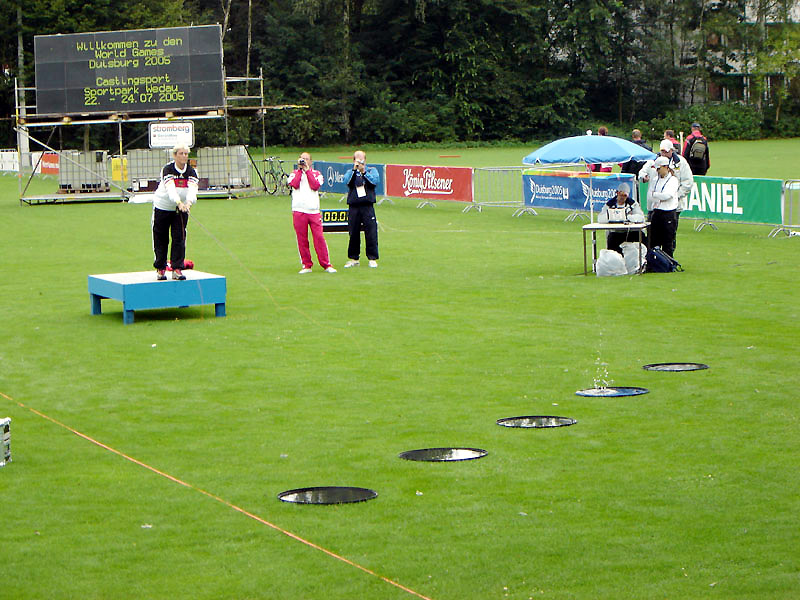
2005年在杜伊斯堡举行的世界运动会中的抛线赛

一种特殊的“钓鱼”比赛是抛线赛（fly casting），由1955年建立、超过30个国家参与的国际抛投运动联会（International Casting Sport Federation，简称ICSF）赞助并监管 。这种赛事并不真的要捕鱼，而是使用塑料配重或无钩的假饵来考核选手抛竿的距离和准度，在水上和田径赛场上都可以进行比赛，是世界运动会收录的项目。
在澳大利亚，有人提倡用一个自我管理的标准来评估钓鱼比赛的环境、社会、经济和公共风险因素并试图向ISO 14001标准靠拢，竞赛组织者也可以申请自我验证的资格。在美国一些州，渔政机构和竞赛组织者往往会制订自己的规则。

## 产业
在现代社会，与休闲捕鱼相关的行业繁多，横跨第一、第二和第三产业，包括渔具、配具和服装的设计制造、销售和顾客服务、各类船钓水上载具（皮艇、划艇、快艇、风扇艇、游艇等）的研发生产和维修、 渔艇的租赁和捕鱼旅行导游、渔场的经营、租用和游钓景点的餐饮服务、以及供应鱼苗放流的孵鱼场和鱼医服务等。
一些企业会在其特许监督管理的水体内提供“付费钓鱼”（pay to fish）服务，通常是使用放殖过鱼的水库、运河和私营鱼塘（在中国大陆也俗称“黑坑”），可以部分绕开当地公共水域对休渔期、钓获配额和方式的法律限制。在英国的此类商业渔场通常只收使用费；在美国则通常改收或加收以渔者钓获的鱼的尺寸或重量计算的捕获费。
休闲渔业在西方国家是一个总产值过百亿的跨学科产业。光是2014年，大约1100万的美国咸水休闲渔者产出了580亿美元的零售营业额——相比之下，运营规模更大的商业捕鱼销售额是1410亿美元。到了2021年，休闲捕鱼产业的总营业额超过洛克希德·马丁、英特尔、克莱斯勒和谷歌；行业产值加上从业人员的薪酬（约395亿）和各项政府缴税和收费（约170亿）所贡献的GDP接近1290亿，超过美国17个州的经济总量，如果再加上相关的其他产业的经济活动（比如造船厂产值、景区的食宿和消费等）则约占美国经济总量的1%。
由美国运动捕鱼协会（American Sportfishing Association）举办的国际运动捕鱼联合贸易大会（International Convention of Allied Sportfishing Trades，简称ICAST）是全世界最大的休闲捕鱼贸易展览会和技术交流平台，通常在佛罗里达州奥兰多的橙县展览中心（Orange County Convention Center，简称OCCC）举行。

### 渔船租赁

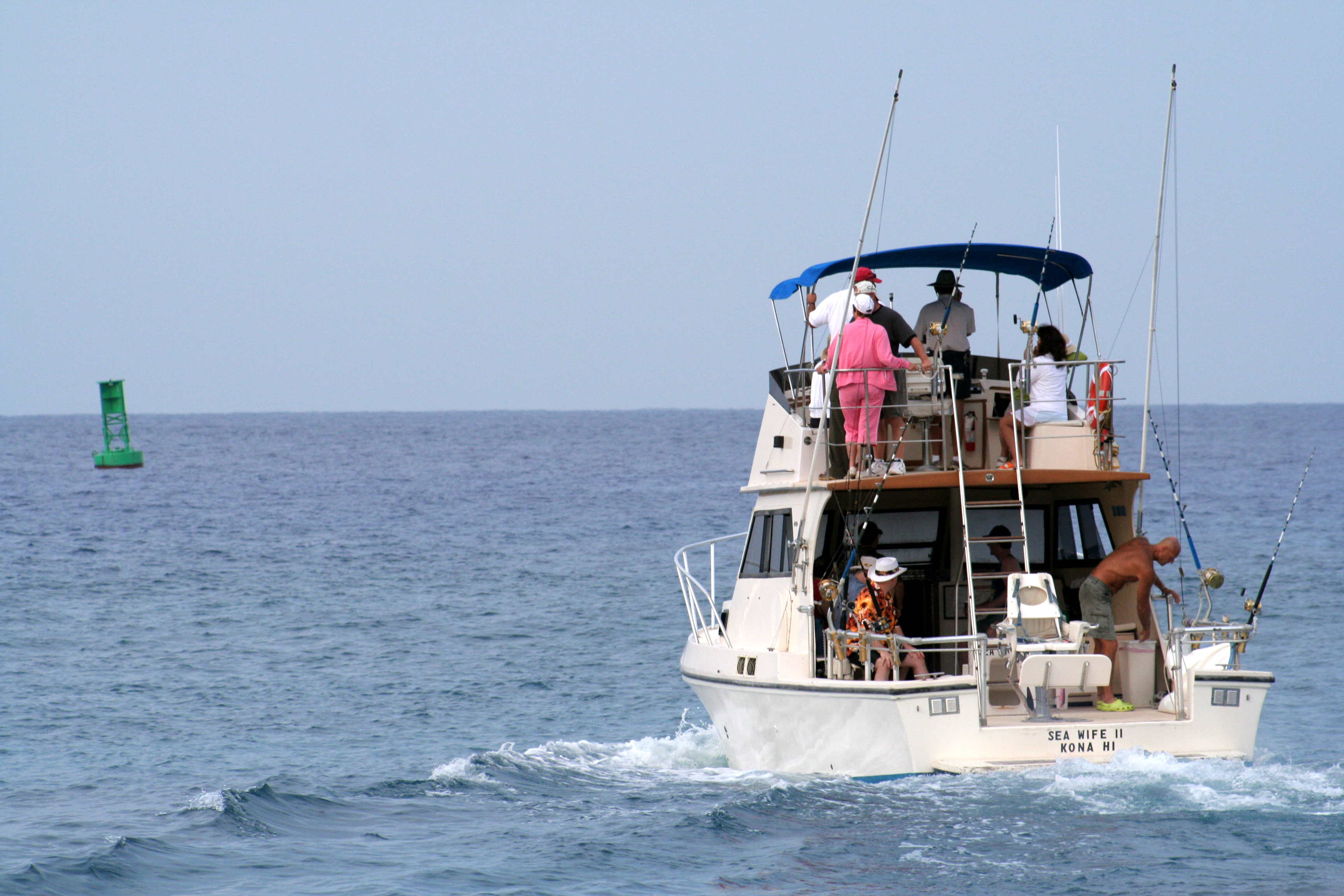
夏威夷的专业钓鱼游艇

因为许多高价值游钓鱼只在指定地区的特殊水域内才能遇到，因此钓鱼人有时需要专程安排出游到外地的钓场，这类旅行被称作“钓鱼游”（fishing trip）。而许多钓场可能需要进行船钓才能捕到鱼，甚至有些钓场（比如大型湿地、山区和原始森林内的湖泊、海湾中央、外海等）不用船舶根本就无法到达。大部分普通消费者并不拥有私家船，即使有也不一定有能力将船舶随意运送到外地水域，而且在对当地水文情况不熟悉的情况下亲自航船也会增加事故的风险，因此租用当地船舶和人员帮助出航就成了钓鱼游常见的行为。许多地方的船主、渔民和职业钓手因为平时没有其它足够的收入来源，也乐于借外地游客前来钓鱼的机会发展第二职业提供渔船和游艇出租的业务，并额外提供所需的专业器材（比如救生衣、探鱼器、潜水器材等），甚至充当导游和钓鱼教练用丰富的作钓经验帮助满足钓客们对渔获的需求。
这类钓鱼租赁（fishing charter）在许多西方国家的滨水旅游区是非常重要的服务业，主要针对中产阶级消费者，一些较为高端（因此服务目标也更针对上层社会）的租船企业还会在船上提供摄影、餐饮和其它特殊的娱乐服务（包括蜜月游、影视、乐队、酒会等，甚至博彩和应招服务）。根据IBISWorld的市场报告，美国的渔船租赁产业（包括商业和休闲性质的捕鱼）的市场规模约在3.57亿美元，共有3085个企业雇用4902名从业人员。渔船租赁产业的规模曾在2018年达到巅峰，但随后因为新冠疫情的影响受到重挫，但有望在疫情结束后得到恢复。

## 入侵生物
许多非本地的外来鱼类和无脊椎动物都因为人类休闲捕鱼的需求而被带入到了其原生范围以外的水体中，其中许多（比如丽鱼、欧鲤、虹鳟、欧鲇、大口黑鲈等，以及被用作活饵的美国鳌虾和饵桶水中带有的鱼钩水蚤等）变成了威胁新环境生态平衡的入侵物种。而一些本土游钓鱼被过度捕捞数量减少而让出的生态空白，更是让这些入侵物种轻易在新环境很快就立稳了脚。